# Elena Sviridova
Pour les articles homonymes, voir Sviridov.
Elena Vladimirovna Sviridova (en russe : Елена Владимировна Свиридова), née Ivanova le 2 avril 1988 à Iochkar-Ola (république des Maris), est une athlète handisport russe concourant en T36 pour les athlètes ayant une infirmité motrice cérébrale. Elle est double championne du monde et championne paralympique du 100 m et du 200 m.

## Palmarès

### Jeux paralympiques
- Jeux paralympiques d'été de 2012 à Londres :
  -  100 m T36
  -  200 m T36
  -  4 × 100 m T35-38
- Jeux paralympiques d'été de 2020 à Tokyo :
  -  100 m T36

### Championnats du monde
- Championnats du monde 2011 à Christchurch :
  -  100 m T36
  -  200 m T36
  -  4 × 100 m T35-38
- Championnats du monde 2015 à Doha :
  -  100 m T36
  -  200 m T36
  -  4 × 100 m T35-38